# Margattea deltodonta
Margattea deltodonta (лат.) — вид тараканов рода Margattea из семейства Ectobiidae (в составе подсемейства Pseudophyllodromiinae или в отдельном семействе Pseudophyllodromiidae). Встречается в Восточной Азии.

## Распространение
Встречается в Восточной Азии (Китай…).

## Описание
Тело небольшое (около 1 см), желтовато-коричневое. От близких видов может быть отличим по следующим признакам: межгрифелковая область с треугольным выступом; восьмой тергит брюшка специализированный; передневентральный край переднего бедра Тип B2. Межоцеллярное расстояние немного шире расстояния между глазами, уже расстояния между усиковыми впадинами. Пятый нижнечелюстной пальмомер расширен, третий и четвёртый пальмомер оба длиннее пятого. Переднеспинка субэллиптическая, шире длины, диск обычно с симметричными макулами и полосами. Надкрылья и задние крылья полностью развиты. Вид был впервые описан в 2021 году. Валидный статус вида был подтверждён в 2024 году китайскими энтомологами из Southwest University (Чунцин, Китай).